# Mangbetu

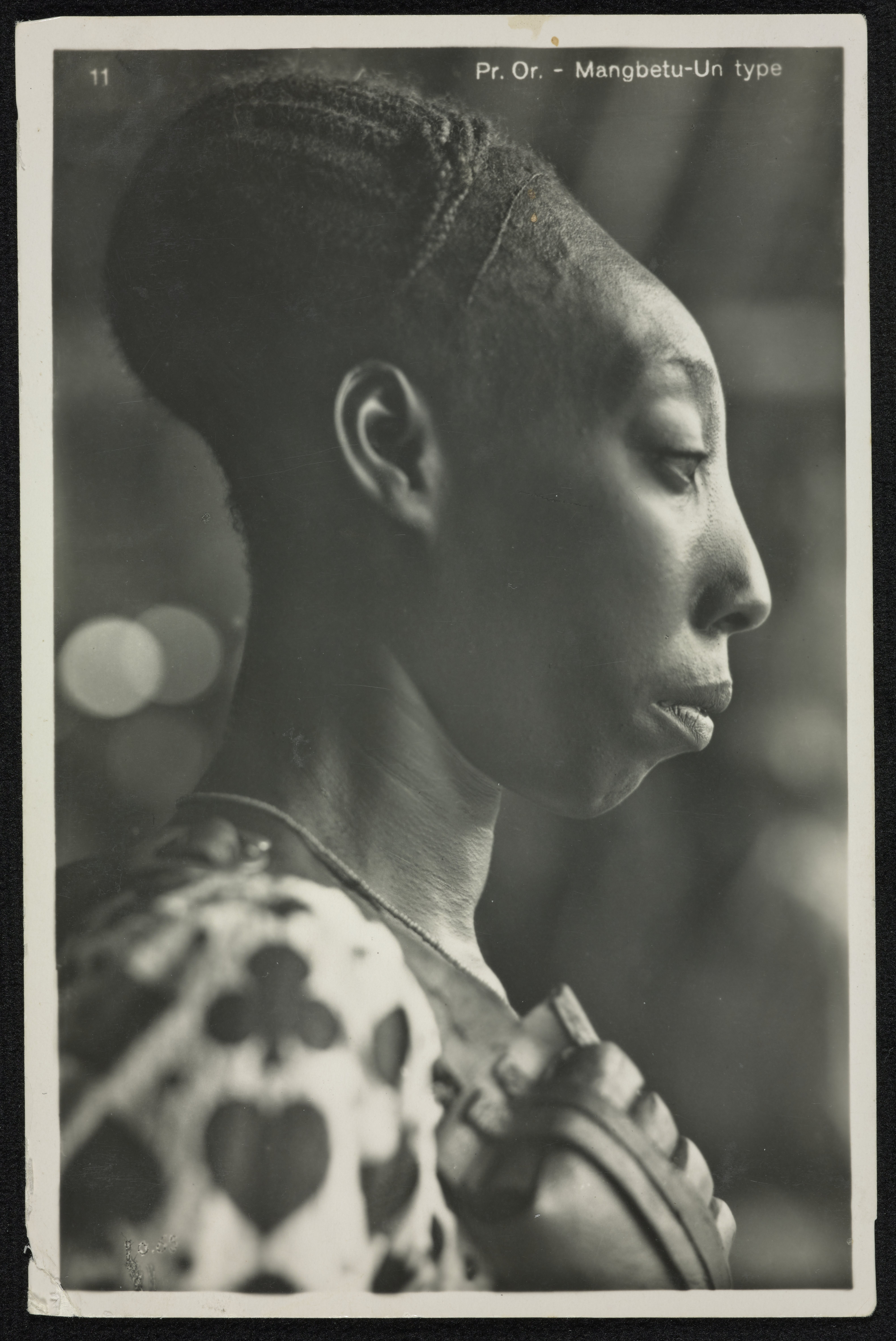
Mangbetu-Frau mit Turmschädel. Foto von Kazimierz Zagórski, 1928–1938

Die Mangbetu (auch: Monbuttu) sind eine Ethnie im Nordosten der Demokratischen Republik Kongo, in der Provinz Haut-Uele. Ihre Bevölkerungszahl liegt bei geschätzt 2 Millionen. Die Sprache der Mangbetu ist das zentralsudanische Mangbetuti.

## Geschichte
Linguistische Anhaltspunkte legen nahe, dass die Mangbetu aus dem Nordosten, möglicherweise aus dem Gebiet des heutigen Südsudan, einwanderten. Auf ihrem Weg nach Süden trafen sie auf Bantu, die in nördliche Richtung zogen. Im 19. Jahrhundert ließen sich die Mangbetu in ihrem heutigen Gebiet nieder. Sie vermischten sich mit den zuvor dort ansässigen Mbuti und den Bantu. Zu Beginn des 19. Jahrhunderts wurden die politischen Institutionen der Mangbetu auf Betreiben des Königs Nabiembali zusammengefasst und ein Mangbetu-Königreich gegründet, das die Region politisch dominierte. 
Infolge permanenter Angriffe der benachbarten Azande wurde das Reich allerdings so geschwächt, dass es um 1850 zerfiel. Um dieselbe Zeit verwickelten die muslimischen Nubier die Azande- und Mangbetu-Herrscher in den Elfenbein- und Sklavenhandel, wodurch das Königreich in von muslimischen Sultanen geführte Sultanate fragmentiert wurde. Der deutsche Botaniker Georg Schweinfurth zog den Nil flussaufwärts folgend durch die Gegend am Gazellenfluss und gelangte mit Hilfe arabischer Sklavenhändler bis in den heutigen Nordost-Kongo, wo er als erster Europäer den Uellefluss überquerte. Ende März 1870 erreichte Schweinfurth das „Wunderland der Mangbattus“, wie er das Reich von König Mbunza nannte. Dieser fiel 1873 im Kampf gegen die arabischen Sklavenhändler aus Khartum durch die Kugel eines schwarzen Soldaten. An seiner Stelle wurde der Abangba-Häuptling Niangara unter ägyptischer Militärverwaltung eingesetzt. Gegen Ende des 19. Jahrhunderts trafen die Europäer ein (Belgier, Franzosen, Engländer; die belgische Kolonialmacht verdrängte später die Sklavenjäger) und zwangen den Mangbetu ihre Herrschaft auf. Im Juni 1906 traf der Engländer Boyd Alexander in der ehemaligen Residenz König Mbunzas, im Uelledistrikt des belgischen Kongostaats, den Abangba-Häuptling Okonda als Herrn des Landes an.

## Herrscher der Mangbetu

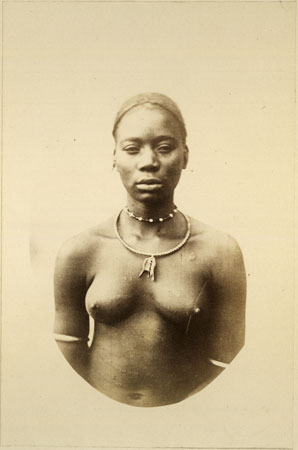
Mangbetu-Frau. Foto von Richard Buchta, 1877–1880

| Regentschaft             | König (Titel mkinyi kpokpo)                 |
| ------------------------ | ------------------------------------------- |
| …–…                      | Orua Ero                                    |
| …–…                      | Mebula                                      |
| …–1815                   | Manzika                                     |
| 1815–1859                | Nabiembali                                  |
| 1859–1867                | Tuba                                        |
| 1867–1873                | Mbunza                                      |
| 1873–1879                | Nesogo                                      |
| 1873 – 27. Dezember 1895 | Niangara (errichtet eine eigene Herrschaft) |
| 1879–1881                | Mambanga                                    |
| November 1881 – 1883     | Mbittima (unter ägyptischer Besetzung)      |
| 1883–1883                | Mambanga (2. Regentschaft)                  |
| 1883–…                   | Koi Mbunza                                  |

## Landwirtschaft

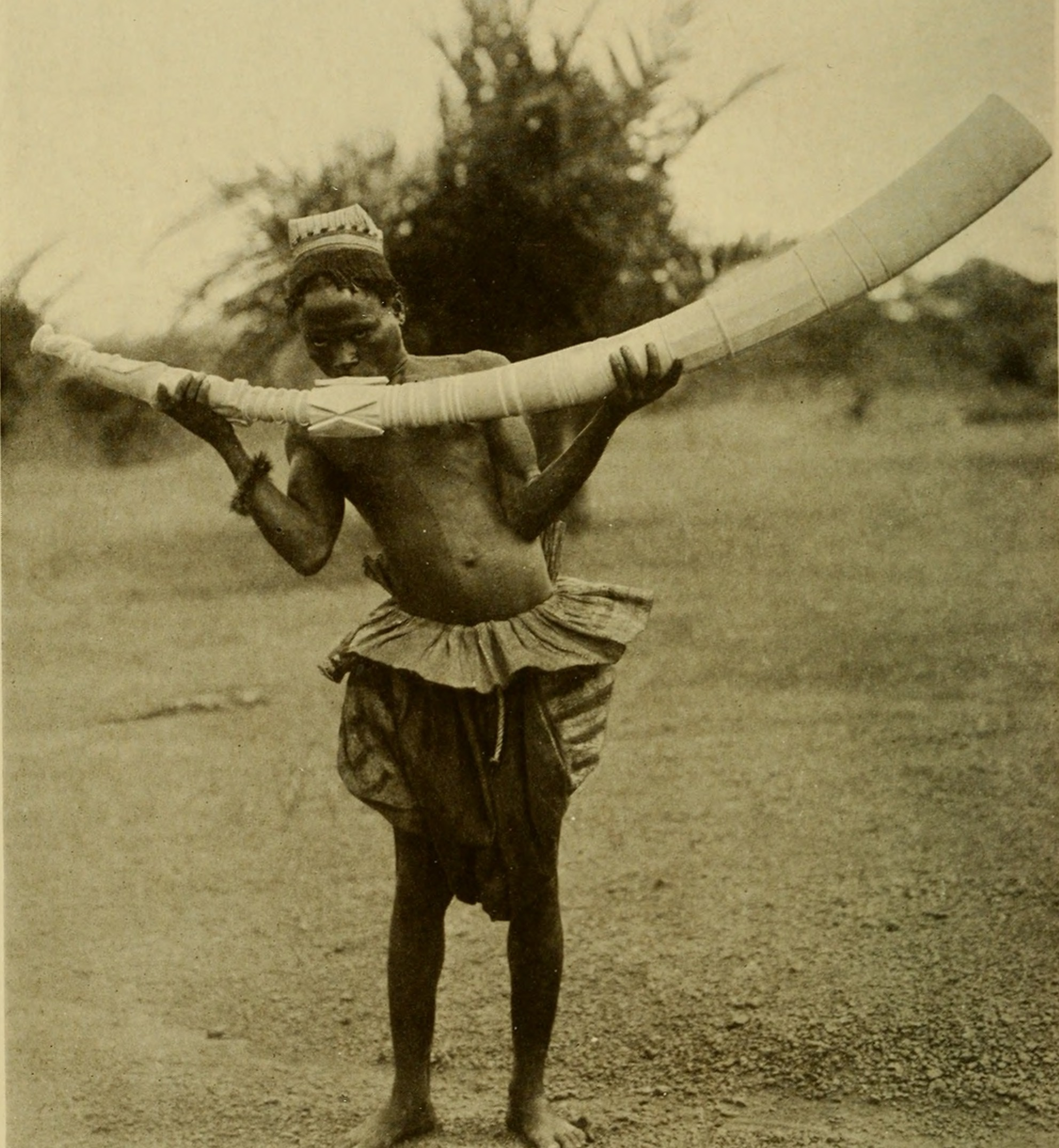
Ein Mangbetu mit einer quer geblasenen Elfenbeintrompete, die paarweise in der Zeremonialmusik des Königs verwendet wurde.

Die Mangbetu leben traditionell als Hackbauern, von der Fischerei und etwas Jagd. Wichtigste Anbauprodukte sind Maniok und Kochbananen, daneben wird Rinderhaltung betrieben. Das Vieh gilt als Symbol für Wohlstand und dient oft zur Zahlung des Brautpreises. Anders als bei anderen sudanischen Völkern dürfen bei den Mangbetu ausschließlich Männer die Arbeit des Melkens verrichten.

## Religion
Der Schöpfergott in der traditionellen Religion der Mangbetu wird Kilima oder Noro genannt. Daneben glauben die Mangbetu auch an weitere Götter, böse Geister und Hexerei. Auch der Glaube an Reinkarnation ist unter dem Volk verbreitet.

## Kultur
Zu den traditionellen Musikinstrumenten gehören oder gehörten die Bogenharfe kundi, eine quer geblasene Elfenbeintrompete (bongo), eine zweifellige Röhrentrommel (abiba), die früher für Initiationsrituale (mambela) verwendet wurde, und eine Erdzither (nedongu). Bogenharfen mit einem aufwendig figürlich geschnitzten Hals aus Elfenbein wurden wahrscheinlich eigens für Sammler hergestellt und finden sich in vielen westlichen Museen.
Als charakteristischen Körperschmuck trugen die Mangbetu Pflöcke durch die Ohrmuschel, entsprechend dem heutigen Conch-Piercing. Dabei wurden Pflöcke aus Elfenbein oder Affenknochen in die perforierten Ohrmuscheln eingesetzt. Heute ist diese Form der Körpermodifikation bei den Mangbetu jedoch nur noch selten zu finden.
Die Mangbetu trugen über mehrere Generationen hinweg Turmschädel. Als kulturelles Identitätsmerkmal und Zeichen der Stammeszugehörigkeit wurde bei den Säuglingen, besonders unter höhergestellten Stammesfamilien, eine Schädeldeformation durch das Zusammenbinden mit geflochtenen Lianen durchgeführt. Laut Vorstellung der Mangbetu sollten sich dadurch auch Denkvermögen und Lernfähigkeit verbessern. In den 1950er-Jahren begann die Tradition jedoch mit zunehmendem Kontakt zur westlichen Kultur langsam zu verschwinden.

## Siehe auch

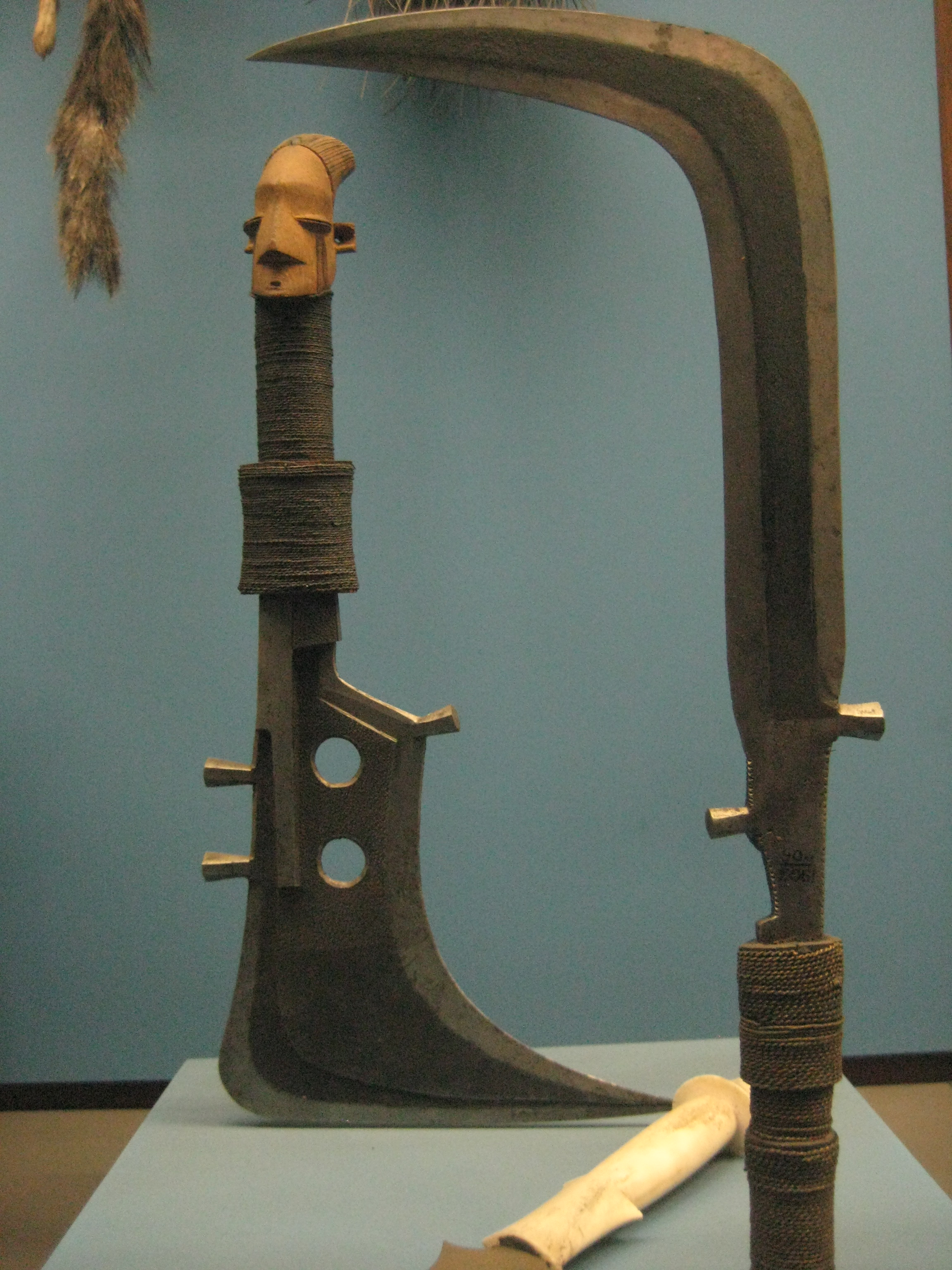
Messer der Mangbetu, konnte auch als Brautpreis dienen